# Українська греко-католицька церква
Украї́нська гре́ко-католи́цька це́рква (лат. Ecclesia Graeco-Catholica Ucrainae), скорочено УГКЦ (лат. EGCU) — Спільнота християн, найбільша спільнота католиків України. Одна із 23-х східних католицьких церков свого права. Перебуває у сопричасті з Папою Римським і Римокатолицькою церквою  зберігає візантійську літургійну традицію. Найбільша католицька церква грецького обряду у світі (понад 5,9 мільйонів вірян). Очолюється верховним архиєпископом Києво-Галицьким; чинний голова — архієпископ Святослав (Шевчук) (з 27 березня 2011).
УГКЦ вважає себе правонаступницею Київської митрополії та церквою Володимирового хрещення, посилаючись на те, що має безперервну ієрархічну спадкоємність з часу заснування тої у X ст. , при цьому не перебуває в євхаристійному єднанні із Вселенським патріархатом й іншими православними церквами.
У 1596 році Київський митрополит Михайло Рагоза, п'ять єпископів і три архімандрити у церкві святого Миколи підписали Берестейську унію, в якій визнали церковну владу єпископа Рима, вийшовши тим самим з-під юрисдикції православного Константинопольського патріархату. У 33-х артикулах унії Київська митрополія визначила умови, на яких згідна прийняти єдність з Римським престолом. Більша частина цих артикулів була покликана зберегти богословську, літургійну та канонічну ідентичність Унійної руської церкви: залишити в Символі віри «від Отця ісходить», не вносити змін у порядок здійснення тайни хрещення, збереження одруженого священства, залишити три види Літургії (св. Івана Золотоустого, св. Василія Великого, св. Григорія Двоєслова). Частина артикулів з різних внутрішніх і зовнішніх причин була порушена вже у XVII—XVIII ст., цей процес в історії УГКЦ отримав назву латинізація. У XX ст. за митрополита Андрея Шептицького розпочалися поступові спроби відновити втрачену ідентичність. У 2011 році УГКЦ представила свій катехизм «Христос — наша Пасха», в якому віровчення церкви подано на основі анафори Літургії св. Василія Великого.
У XIX—XX ст. єпископи та священники УГКЦ стали безпосередніми учасниками культурного, політичного, економічного відродження українського народу. Зокрема автором музики гімну України є священник Михайло Вербицький. У суспільному й громадському житті УГКЦ обстоює право українського народу на свою незалежну соборну державу та становлення в ній зрілого громадянського суспільства; реалізовує велику кількість благодійних і громадських проєктів в Україні та поза її межами. 
За словами предстоятеля УГКЦ Святослава Шевчука в Україні налічується приблизно 4,5-5 мільйонів греко-католиків.

## Назви
- Унійна церква (лат. Ecclesia unita) — з 1596 року, найстаріша від часу заснування)[19];
- Руська унійна церква (лат. Ecclesia Ruthena unita) — з XVII ст., в офіційних церковних документах)[19];
- Греко-католицька церква (лат. Ecclesia Graeco-Catholica) — з 1774 року; за рішенням імператриці Марії Терези, аби відрізнити її від римо-католицької та Вірменської католицької церков)[19];
- Українська католицька церква (лат. Ecclesia Catholica Ucrainae) — з 1960 року, щодо церкви в діаспорі та СРСР)[19];
- Українська католицька церква візантійського обряду (з 1912 року, в папському статистичному щорічнику Annuario Pontificio)[19];
- Київська католицька церква (з 1999 року, затверджено на Синоді єпископів УГКЦ, яка підкреслювала б ідентичність цієї церкви)[19].

## Основні особливості
- Визнання формулювання філіокве (про сходження Святого Духа не тільки від Бога Отця, а й від Бога Сина).
- Визнання верховенства Папи Римського як видимого глави церкви.
- Догмат про непорочне зачаття Діви Марії.
- Догмат про внебовзяття душі і тіла Діви Марії.
- Широке шанування Діви Марії.
- Визнання догмату про чистилище.
- Хресне знамення греко-католиками твориться зверху вниз, а потім — справа наліво (так, як у візантійській і частково сирійській літургійних традиціях).

## Адміністративно-територіальний поділ

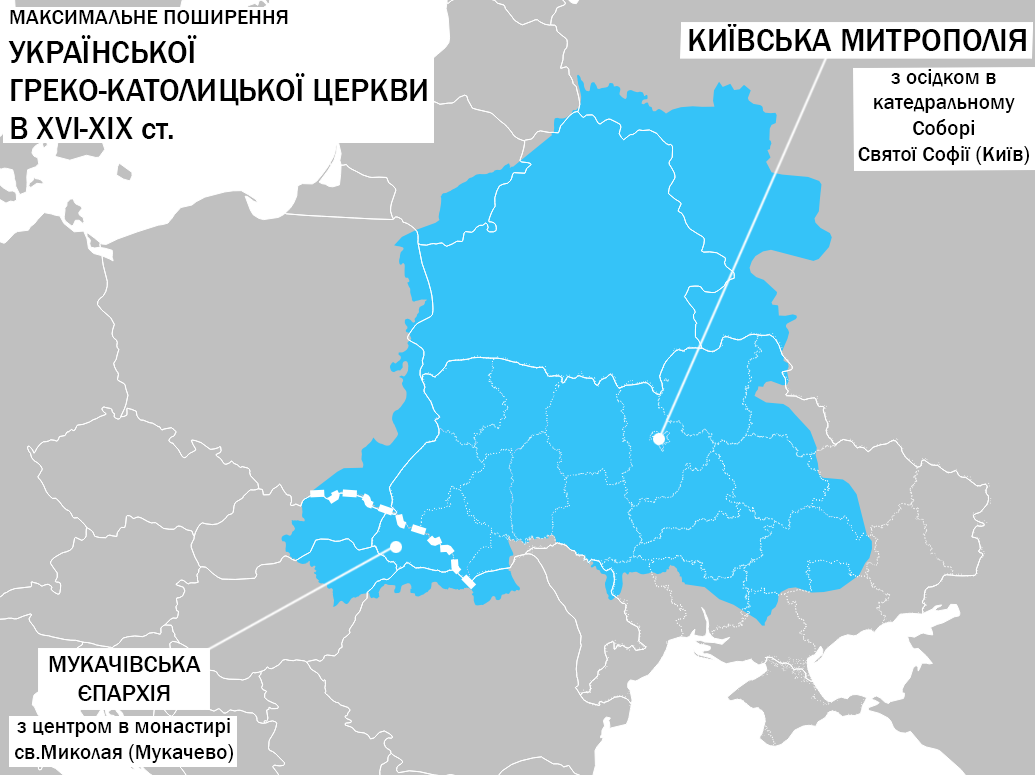
Територія максимального поширення Української Греко-Католицької Церкви в XVI—XIX століттях

Матірна територія УГКЦ, або ж, точніше кажучи, Унійної Київської митрополії, впродовж XVII—XIX ст. охоплювала території сучасних держав України (Київська, Львівська, Перемиська, Володимирська, Луцька єпархії), Білорусі (Київська, Полоцька єпархії), Росії (Смоленська єпархія), Польщі (Перемиська, Холмська єпархії) та Литви (Київська єпархія). Починаючи з 1596 року, матірні землі Унійної Київської митрополії розташовувались на території І Речі Посполитої, Російської імперії, Австро-Угорської імперії, II Речі Посполитої, СРСР та України.

### 1596—1700
Після Берестейського собору 1596 року унійними стали Київська, Полоцька архієпархії та Пінська, Луцька, Берестейсько-Володимирська й Холмська єпархії. Унію не прийняли Львівська та Перемиська єпархії. По смерті владики Кирила Терлецького у 1607 році Луцька єпархія поступово відійшла від унії, повернувшись до неї 1702 року за єпископа Діонісія Жабокрицького. У 1691 році до Унійної Київської митрополії приєдналась Перемиська єпархія за владики Інокентія Винницького, а 1700 року приєдналась Львівська єпархія за єпископа Йосифа Шумлянського. Після взяття у 1616 році польськими військами Смоленська король номінував у 1625 році Лева Кревзу на архієпископа Смоленського, започаткувавши тим самим Смоленську унійну архієпархію. 1646 року внаслідок Ужгородської унії виникла Мукачівська греко-католицька єпархія.

### Після 1946

Частка громад Української греко-католицької церкви (на Закарпатті — окремої Мукачівської греко-католицької єпархії) станом на 01.01.2010

Після завершення Другої світової війни, в умовах зміни лінії кордону між Польською Народною Республікою та Українською Радянською Соціалістичною Республікою, одна з найдавніших єпархій УГКЦ — Перемиська, опинилася територіально розділеною. Це спричинило ситуацію, коли єпархіальний престол опинився де-факто поза значною частиною території своєї єпархії, що пізніше зумовило реорганізацію адміністративно-територіальної структури УГКЦ.
Внаслідок псевдособору у Львові в березні 1946 року Українська греко-католицька церква була ліквідована на території СРСР. Значну частину її майна передано Російській православній церкві, а вірних і духовенство насильно змушували зрікатися своєї церкви.
З легалізацією УГКЦ 1989 року, впродовж наступного періоду аж до 1992 року, греко-католики в Україні перебували в межах — Львівської (і частково Перемишльської), Івано-Франківської (Станиславівської) та Мукачівської єпархій. На Синоді єпископів УГКЦ, що відбувся у Львові 16–31 травня 1992 року, було вирішено змінити тогочасний адміністративно-територіальний устрій, відтак кількість єпархій збільшилась на чотири: Самбірсько-Дрогобицьку, Коломийсько-Чернівецьку, Тернопільську, Зборівську. Пропозиція Синоду єпископів УГКЦ 1992 року щодо створення Чернігівсько-Вишгородської єпархії знайшла своє підтвердження з боку Апостольського Престолу вже в 1995 року про створення Верховно-Архієпископського Києво-Вишгородського екзархату, що охоплював територію поза Закарпаттям, Галичиною й Буковиною, у теперішніх межах України.
Згідно з рішенням Синоду єпископів, що відбувався в Бучачі в серпні 2000 року, створено дві нові єпархії — Стрийську і Сокальську. Також реорганізовано Тернопільську і Зборівську: утворено Тернопільсько-Зборівську та Бучацьку єпархії.
Від листопада 2000 року юрисдикції Верховного Архієпископа та Синоду єпископів УГКЦ підлягає вся територія України, окрім Мукачівської єпархії, яка прямо підпорядкована Святому Престолу. У лютому 2002 року проголошено утворення Донецько-Харківського екзархату, 28 липня 2003 року проголошено утворення Одесько-Кримського екзархату, а 15 січня 2008 року — Луцького екзархату.
13 лютого 2014 року шляхом поділу Одесько-Кримського екзархату утворено Одеський та Кримський екзархати. 2 квітня 2014 року шляхом поділу Донецько-Харківського екзархату утворено Донецький та Харківський екзархати.

### Чинний поділ (2015)

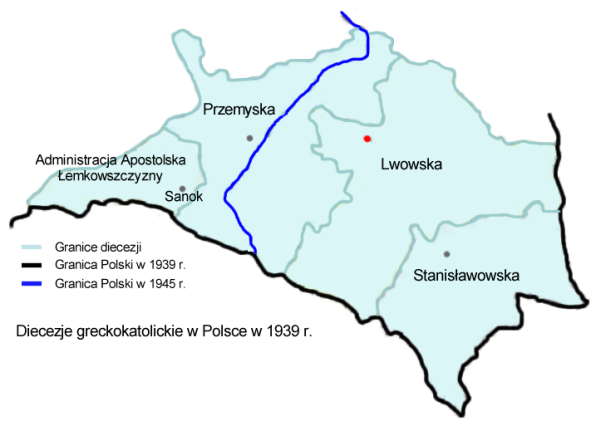
Адміністративно-територіальна структура УГКЦ до 1939 року та в період 1991—1993 років

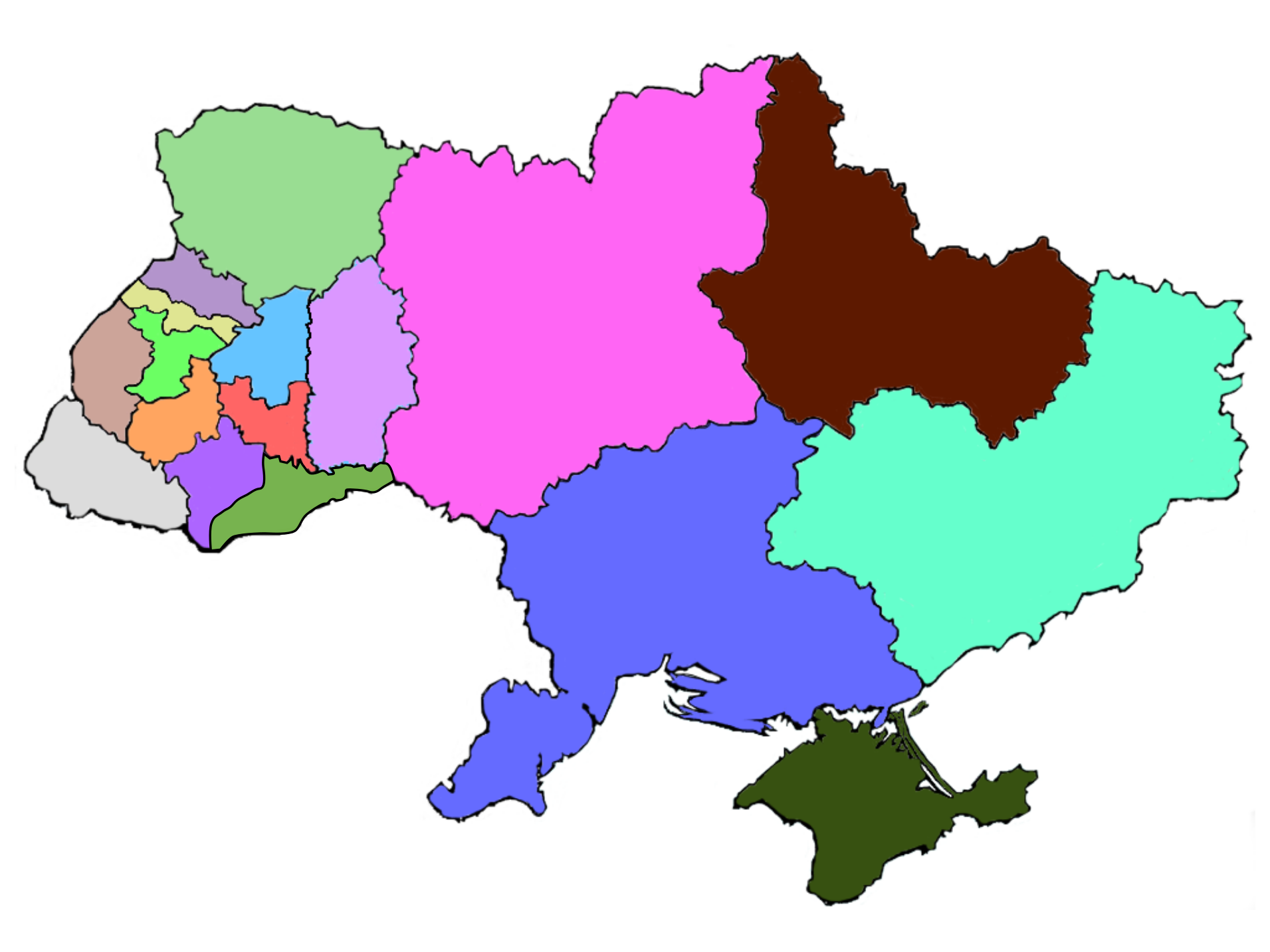
Адміністративно-територіальна структура УГКЦ в межах Української держави станом на сучасність

Станом на 11 липня 2019 року існує такий адміністративно-територіальний устрій УГКЦ:
- Україна: Київська архієпархія, Львівська архієпархія, Тернопільсько-Зборівська архієпархія, Івано-Франківська архієпархія, Коломийська єпархія, Чернівецька єпархія, Самбірсько-Дрогобицька єпархія, Стрийська єпархія, Сокальсько-Жовківська єпархія, Бучацька єпархія, Кам'янець-Подільська єпархія, Донецький екзархат, Харківський екзархат, Одеський екзархат, Кримський екзархат, Луцький екзархат.

- Польща: Перемишльсько-Варшавська архієпархія, Вроцлавсько-Кошалінська єпархія, Ольштинсько-Ґданська єпархія
- Італія: Апостольський Екзархат в Італії

- Франція: Єпархія Святого Володимира Великого у Парижі (юрисдикція на Францію, Бельгію, Нідерланди, Люксембург та Швейцарію)

- Німеччина: Апостольський екзархат у Німеччині та Скандинавії (юрисдикція на Німеччину, Данію, Швецію, Фінляндію та Норвегію)

- Велика Британія: Лондонська єпархія Пресвятої Родини

- Канада: Вінніпезька архієпархія, Едмонтонська єпархія, Торонтська єпархія, Саскатунська єпархія, Нью-Вестмінстерська єпархія

- США: Філадельфійська архієпархія, Чиказька єпархія, Стемфордська єпархія, Пармська єпархія

- Бразилія: Куритибська архиєпархія, Прудентопольська єпархія

- Аргентина: Буенос-Айреська єпархія

- Австралія: Мельбурнська єпархія (юрисдикція на Австралію, Нову Зеландію та країни Океанії)

2017 року зі складу Коломийсько-Чернівецької єпархії рішенням Синоду єпископів УГКЦ виокремлено Чернівецьку єпархію.
Мукачівська єпархія на сьогодні не входить до складу Києво-Галицького верховного архієпископства, а безпосередньо підлягає Апостольському Престолові і є тимчасово (з 1993 р.) окремою «Церквою свого права» («sui juris»).

### Закордонні громади
Громади вірних Української греко-католицької церкви є у багатьох інших країнах світу, де відсутні адміністративно-територіальні структури УГКЦ. У таких випадках Апостольський Престол призначає відповідальних ієрархів інших церков свого права виконувати над ними свою юрисдикцію (владу). З огляду на такі обставини можна виокремити низку країн у такий спосіб:
1. існують окремі громади: у Венесуелі, Параґваї, Португалії, Іспанії, Італії, Ірландії, Австрії, Греції, Румунії, Молдові, Литві, Латвії, Естонії, Казахстані, Російській Федерації та Ізраїлі;
2. наявність значної кількості вірних, що входять до складу адміністративно-територіяльних утворень інших Східних Церков свого права: у Чехії, Словаччині, Угорщині, Хорватії, Боснії і Герцеґовині, Сербії та Чорногорії;
3. наявність певної кількості вірних, що не об'єднані у громади: в Уруґваї, Чилі, Білорусі та Узбекистані;
4. перебування незначної кількості вірних: у Китаї, Японії, Індії, Шрі-Ланці, Південно-Африканській Республіці, Єгипті, Лівії, Тунісі, Марокко, Беніні, Мозамбіку, Сирії, Лівані, Грузії, Вірменії, Азербайджані, Туркменістані, Киргизстані, Таджикистані, країнах Карибського басейну і центральної Америки.

Саме перебування вірних УГКЦ на даний момент в цих країнах, зумовлене історичними, економічними та політичними подіями. Потрібно також брати до уваги, що внаслідок політичних подій, зокрема впродовж XIX–ХХ століть, сотні тисяч вірних УГКЦ супроти власної волі де-факто і де-юре стали вірними православної та латинської церков.

## Історія

### До 1596
У 988 року святий рівноапостольний князь Володимир Великий (у святому хрещенні — Василій) запровадив християнство як державну релігію Київської Русі. Це сталося перед тим, як великий церковний розкол 1054 року розділив християнську церкву на католицьку та православну. Київська митрополія була підпорядкованою Патріархові Константинопольському, проте ця церква продовжувала підтримувати зв'язки із католицькою церквою і його Патріархом — Папою Римським.
Попри те, що між Константинополем і Римом існували суперечності, київські ієрархи намагалися зберегти християнську єдність. У 1095 року встановлено свято на честь перенесення до міста Барі в Італії чесних мощей святителя Миколая Мирлікійського (Чудотворця). Посланці з Русі брали участь у соборах католицької церкви в Ліоні (1245) та Констанці (1418). Сам київський митрополит Ісидор разом з Патріархом Константинопольським Йосифом II був одним з ініціаторів Флорентійської унії (1439). У 1458 році митрополитом Київським і всієї Русі з благословення Папи Римського стає Йосиф Болгаринович, визнаний і Патріархом Константинопольським.
Починаючи з XIV ст., у Москві сформувався та зміцнів новий церковно-державний осередок. Московська митрополія відмовилася визнати Флорентійську унію та відокремилась від давньої митрополії в Києві, проголосивши свою автокефалію (самоврядування) у 1448 році.
У 1589 року за допомогою сили (піврічне утримання у 1588 році в неволі у Москві Константинопольського Патріарха Єремії II Траноса) та підкупу (московські посли сплатили Вселенському патріарху Діонісію, за отримання від нього Томосу щодо проголошення Московської Патріархії замість Київської Митрополії, хабар у розмірі «сорок сороків хутра та 200 золотих червонців») Церква у Москві здобула статус патріархату.
Як результат тривалого процесу унійних змагань Синод єпископів Київської митрополії під проводом митрополита Михайла Рагози приймає рішення відновити сопричастя з Римським престолом, забезпечивши при цьому збереження східної християнської традиції і власної церковної та етнокультурної самобутності. Таку модель церковної єдності затверджено на соборі 1596 року в Бересті, від якого й починається інституційне існування греко-католицької церкви в Україні.

### XVII—XIX століття
24 квітня 1646 року в каплиці Ужгородського замку з ініціативи єпископа-василіянина Василя Тарасовича (галичанина) 63 священники засвідчили єдність із католицькою церквою (укладена Ужгородська унія). «Ужгородська унія» стала опорою для збереження української релігійної та культурної ідентичності в умовах чужоземної окупації.1663 рік — визначено умови, на яких Мукачівська єпархія може бути включена до Київської митрополії. Однак через спротив вдови Ференца II Ракоці Мукачівська єпархія підпорядковується угорському Егерському єпископу.
У 1620 році через внутрішній розкол у середовищі ієрархії та вірних Київської митрополії єрусалимський Патріарх Теофан III висвятив на Митрополита Київського Йова Борецького та шістьох єпископів. У 1630–1640-х спроби митрополитів Йосифа Вельяміна Рутського та Петра Могили примирення «Русі з Руссю», скликання спільного собору та проголошення Київського Патріархату закінчилися невдачею.
Невдовзі православна Київська митрополія була підпорядкована Московському патріархатові (1686) й перетворена на звичайну єпархію в процесі послідовної жорстокої уніфікаційної та русифікаторської політики царату.
Після розділу Гетьманщини Богдана Хмельницького між Річчю Посполитою та Московією Київ та Лівобережна Україна остаточно відходять до Москви, а Правобережжя — до поляків.
Після укладення Житомирської унії У 1729–1795 року резиденцією греко-католицьких митрополитів було місто Радомишль. 5 березня 1729 року у володіння Радомишлем вступив номінат і адміністратор Київської унійної митрополії єпископ Атанасій Шептицький, який згодом у цьому ж році стає митрополитом. До 1772 року було 10 єпархій: Київська, Берестейсько-Володимирська, Луцька, Галицька, Смоленська, Перемишльська, Холмська, Пінська, Полоцько-Вітебська.
По третьому поділу Польщі (1795) на приєднаних до Російської імперії територіях російські царі ліквідували унійну митрополію з її резиденцією в Радомишлі та вісьмома єпархіями в ході так званого «навернення на православ'я».

#### Під владою Габсбургів
З першим поділом Речі Посполитої в 1772 році галицькі землі опинилися в складі Габсбурзької монархії (з 1804 року — Австрійської імперії, з 1867 року — Австро-угорської), а відтак Перемиська, більша частина Львівської (990 парафій), частина Галицької та Кам'янецької єпархій (загалом — 3 432 парафії).
У 1774 році імператриця Марія-Терезія змінила назву церкви з «унійної» на «греко-католицьку», що зберігається за церквою й до сьогодні. Греко-католицьких священників зрівняно у правах з римо-католицькими, а їхні сини отримали право бути представниками урядів на рівні зі шляхтою. Того ж року Марія Терезія заснувала «Барбареум» — першу греко-католицьку духовну семінарію, що розташовувалася у Відні, а 1783 року — Генеральну греко-католицьку семінарію у Львові.
У 1808 році у Львові створено греко-католицьку Галицьку митрополію. З ініціативи Галицького митрополита Михайла Левицького започатковано процес відродження української церковної та народної мови. «Головна Руська Рада», створена в 1848 році у Львові й очолювана єпископом Григорієм Яхимовичем (митрополит Галицький в 1860—1863), висунула австрійському урядові вимогу про автономію для Східної Галичини.
У 1868 році деякі греко-католицькі священники виступили засновниками культурно-освітнього товариства «Просвіта», яке ширило українську освіту й національну свідомість в Україні й на поселеннях.

### Спроба об'єднання Мукачівської та Пряшівської єпархії із Галицькою митрополією
У 1888 році Папа Лев XIII оприлюднив план об'єднання Мукачівської та Пряшівської єпархій із Галицькою митрополією. Угорський примас, кардинал Янош Сімор оголосив, що реалізація такого плану була б великою образою національних почувань угорців.
У 1898 році у Будапешті засновано «Краєвий комітет греко-католиків-мадярів», який поставив завдання перевести богослужіння на угорську мову, викреслити з церковного календаря імена св. Параскеви, св. Бориса, св. Гліба, св. Володимира, св. Феодосія та Антонія Печерських, бо вони — не мають нічого спільного із Закарпаттям.
2 вересня 1937 року Ватикан остаточно звільнив Пряшівську та Мукачівську єпархії від підпорядкування угорському Остригомському архієпископу, надавши їм статус «sui juris». Але об'єднання та створення Української ГКЦ все ж таки було зірвано.
Отже, і перша (1663 — визначено умови, на яких Мукачівська єпархія може бути включена до Київської митрополії), і всі інші спроби позитивно вирішити дане питання навіть тоді, коли його реалізації допомагали австрійські Габсбурги під час відновлення Галицької митрополії (1808), кандидатом на очільника якої на першому етапі не конкретно міг розглядатися мукачівський греко-католицький єпископ Андрей Бачинський, чи папські ідеї Григорія XVI створити окремий патріархат для австрійських греко-католиків (1843—1856), або ж навіть плани понтифіка Лева XIII підпорядкувати Мукачівську та Пряшівську греко-католицькі єпархії архієрейській юрисдикції Галицького митрополита (1888), завершилися крахом.

#### Під владою Російської імперії
У 1793–1795, після другого і третього поділів Речі Посполитої, уся Правобережна Україна, за винятком Галичини, опинилася в Російській імперії. Імператриця Катерина II розпочала боротьбу з унійною Київською митрополією, спрямовану на її повне знищення та «поверненню» усіх вірян Російській православній церкві. У 1795 року затримано під домашній арешт митрополита Теодосія Ростоцького, звідки він, відокремлений від своєї митрополії, міг контактувати з вірними тільки дипломатичним шляхом. Наступні митрополити призначалися російськими чиновниками і не були визнані Папою Римським. 1839 року на Полоцькому синоді Церкву примушено до об'єднання з Московським патріархатом.
Найдовше на теренах імперії греко-католицька церква проіснувала на Холмщині. Холмське єпископство протрималось до 1871 року, а 1874 року Пратулинські мученики стали символом стійкості холмських українців у батьківській вірі. Не кращою була доля в Росії й для православних українців. За висловом історика Дмитра Дорошенка:

| «До нового XIX ст. український народ перейшов позбавлений не тільки свого автономного устрою, своєї школи, але й своєї національної Церкви. Над його духовним життям залягла темна ніч». |
Влітку 1914 року в Одесі «група австрійських підданих» (вочевидь, вихідців з територій сучасної України, які на той час входили до складу Австро-Угорської імперії) отримала відмову на прохання щодо відкриття греко-католицького храму, оскільки «уніатська релігія» в Російській імперії не була визнана. Ця ініціатива могла стати першою спробою заснування української греко-католицької парафії на початку ХХ ст. не лише у згаданому місті, а й на півдні сучасної України загалом.

### Період піднесення
Світлою сторінкою вписана в історію Церкви діяльність митрополита Йосифа Сембратовича (1870—1882) з морального та економічного оздоровлення ситуації в Галичині, створення братств та товариств тверезості[джерело?] Основи для духовного і матеріального піднесення Галичини було закладено в його посланні «Про велику гідність людини» (1876).
У 1884 році заснована Станиславівська єпархія.
На порозі XX ст. греко-католицька церква в Галичині удостоїлася визначної постаті митрополита Андрея Шептицького (1901—1944). На час його пастирського служіння припадають тривожні часи двох світових війн та семиразової зміни політичних режимів. За цей період, завдяки його жертовній посвяті та талантам церковного і народного провідника, греко-католицька церква досягнула найбільших висот за увесь дотеперішній період свого історичного розвитку. Стараннями Владики відкрито семінарії для підготовки духовенства у Станіславові (тепер — Івано-Франківську) та Перемишлі, засновувалися українські школи, бурси для молоді, шпиталі, сиротинці, надавалася підтримка українському мистецтву та культурі і допомога обдарованим студентам.
Греко-католицька церква у цей період вкладала значні фінанси з метою становлення українського економічного життя. Митрополит Андрей вперше відвідав українських поселенців у Північній Америці та заснував для їхньої духовної опіки греко-католицьку ієрархію. Предстоятель відновив автентичні форми східного чернецтва, дбав про подолання латинізаторських упливів та відновлення східнохристиянської ідентичності церковного життя. На початку минулого століття виступив зачинателем міжцерковного діалогу сучасних українських церков — спадкоємниць Хрещення святого Володимира, щоб наблизити час їхнього єднання навколо престолу Митрополита Київського. Саме оновлена греко-католицька церква, на думку Митрополита, мала бути не перешкодою, а головною сполучною ланкою у відновленні сопричастя між християнським Сходом і Заходом.

### Друга світова війна
УГКЦ була однією з найсильніших інституцій Галичини, налічуючи перед початком Другої світової війни 2 387 парафій, 2 352 єпархіальних священників, 31 чоловічий і 121 жіночий монастирі й чернечі доми та 3,6 млн вірних. Під опікою церкви діяли Богословська академія, три духовні семінарії, в котрих навчалося 480 студентів.
Наступником Митрополита Андрея, по його смерті 1 листопада 1944 року, став Йосиф Сліпий (1944—1984). Він належав до найближчих сподвижників Митрополита Андрея як довголітній ректор Львівської семінарії та Богословської академії (1928—1944 років) та єпископ із правом з наступництва (1939).

### У підпіллі
На цей час припадає початок жорстоких переслідувань греко-католицької церкви як в Радянському Союзі так і в усіх інших країнах-сателітах тоталітарного режиму. 11 квітня 1945 року радянська влада заарештувала Архієпископа Йосифа Сліпого, а згодом було репресовано і всіх інших владик. У травні 1945 була створена «Ініціативна група з возз'єднання греко-католицької церкви з православною», про роботу якої Микита Хрущов особисто доповідав Йосипу Сталіну.
У березні 1946 року у Львові відбувся псевдособор, на якому проголошено ліквідацію Української греко-католицької церкви, значну частину її майна передано Російській православній церкві, а вірних та духовенство насильно змушували зрікатися своєї церкви. Патріарх Російської православної церкви Алексій I благословив цю подію. Свідками вірності Христові та Церкві стали мільйони мучеників-жертв новітніх переслідувань: єпископи, священники і миряни, монахи і монахині. Під час свого візиту в Україну в 2001 року Папа Римський Іван Павло II проголосив блаженними 28 новомучеників.
28 серпня 1949 року генеральний вікарій І. Кондратович, керівник групи священників за перехід на російське православ'я, проголосив скасування Ужгородської унії 1646 року та «возз'єднання» Греко-католицької церкви Закарпаття з Російською православною церквою. У церемонії проголошення взяли участь архієпископ РПЦ Макарій та отці Пап і Беца. Усі греко-католицькі церкви і 283 парафії Закарпаття були передані РПЦ. Єпископ Мукачівської греко-католицької єпархії Теодор Ромжа (8 вересня 1944 року — 1 листопада 1947), за категоричну відмову зрадити свою віру був жорстоко вбитий. У червні 2001 року Папа Римський Іван Павло II під час свого візиту в Україну причислив Теодора Ромжу до лику блаженних. [Архівовано 1 серпня 2013 у Wayback Machine.]
У 1946—1989 рр. Українська греко-католицька церква була змушена діяти в підпіллі. Провід церкви продовжував здійснювати митрополит Йосиф Сліпий протягом довгих 18 років свого тюремного ув'язнення. Після його звільнення в 1963 році, завдяки старанням папи Івана XXIII, в 1964 році підпільну церкву в Україні очолив сповідник віри митрополит Василь Величковський, а потім його наступник — митрополит Володимир Стернюк. Незважаючи на всі зусилля режиму, під проводом підпільної ієрархії продовжувалося церковне життя на Батьківщині та в місцях заслань: діяли підпільні семінарії та монастирі, зроджувалися нові покликання до священицького та монашого життя.
Після ліквідації УГКЦ історія розділилась до отруєння Папи Пія12 (09.10.1958р) та після. За часів Пія12: Емануїла Священника Христа Царя призначено Екзархом України 1951р. Саме Екзарха України Пій12 рукоположив непомильно своїм Наступником. У Місто Появи Матері Божої Непорочно Зачатої переніс неправильно Столицю Божої Держави. Нажаль, згадані тут діячі спротивилися Такій Правді - розіп'яли Емануїла Христа Царя. Та 01(14).01.1960р Він Воскрес на Третю Добу Духа Святого Божого Милосердя. Суд Божий триває...
Завдяки твердій волі та невтомній праці митрополита Йосифа Сліпого, після його насильного вивезення за межі України, значно пожвавилося церковне життя українських поселень на Заході. Митрополит брав участь у Другому Ватиканському соборі, на якому виступив з пропозицією про довершення церковної структури греко-католицької церкви Патріаршим устроєм, будує собор святої Софії в Римі та засновує Український католицький університет імені святого Климента.
Наступником Патріарха Йосифа став Мирослав-Іван Любачівський (1984—2000 р.).

### Відродження

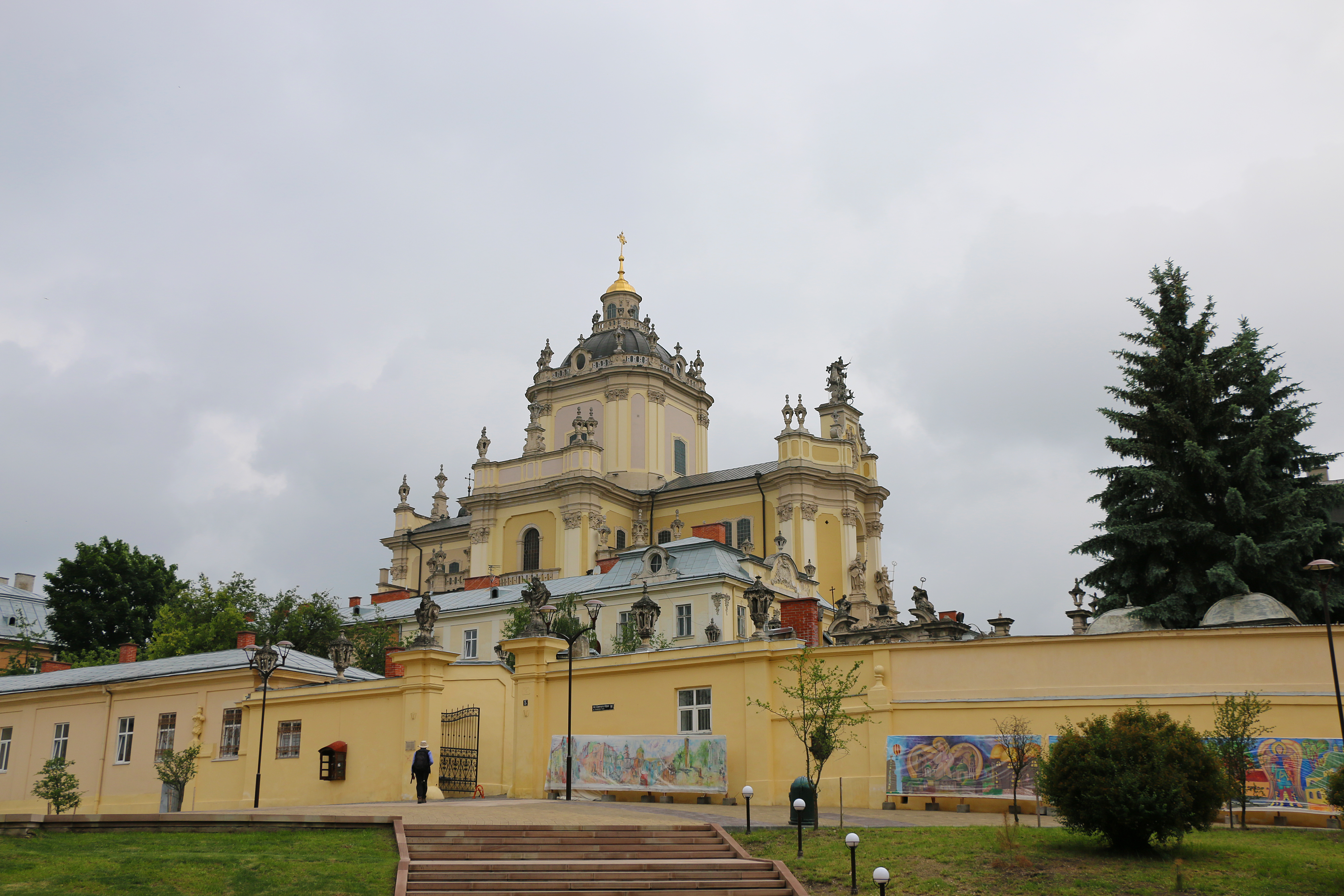
Собор Святого Юра, Львів

Від середини 1980-х в Україні розпочався процес відродження УГКЦ, очолюваний митрополитом Володимиром Стернюком та підпільною ієрархією. Переломними подіями були багатотисячний молитовний похід у Львові до Собору Святого Юра 17 вересня 1989 року, з вимогою легалізації УГКЦ в Радянському Союзі, і зустріч Папи Івана Павла II з главою Радянської держави Михайлом Горбачовим в грудні цього ж року. Ці події дали початок відродженню легальної структури УГКЦ, відновлення монастирського життя, процесу повернення відібраних святинь, відбудові системи духовної освіти. За короткий час відновлено діяльність єпархіальних семінарій та Львівської богословської академії, розгорнулася видавнича діяльність, налагоджено співпрацю зі школою та душпастирство молоді, у війську (капеланство). На жаль, початок 1990-х був позначений міжконфесійним протистоянням на тлі майнових суперечок, ускладнений розколом всередині українського православ'я.
У 1996 році єпископом-помічником Глави УГКЦ обрано єпископа Любомира Гузара, а після смерті 14 грудня 2000 Верховного Архієпископа Мирослава Івана Кардинала Любачівського Синод єпископів УГКЦ обрав Владику Любомира його наступником.
Важливе місце в житті церкви мали Патріарші собори УГКЦ (1996, 1998, 2002), які проводили з метою обговорення усією церковною спільнотою найважливіших питань релігійного і суспільного життя: навчання і виховання у вірі, духовного відродження та соціального служіння.
У 2002 році Синод єпископів УГКЦ ухвалив рішення про перенесення Патріаршого престолу церкви до столиці України та будову в Києві Патріаршого собору.

## Сучасність

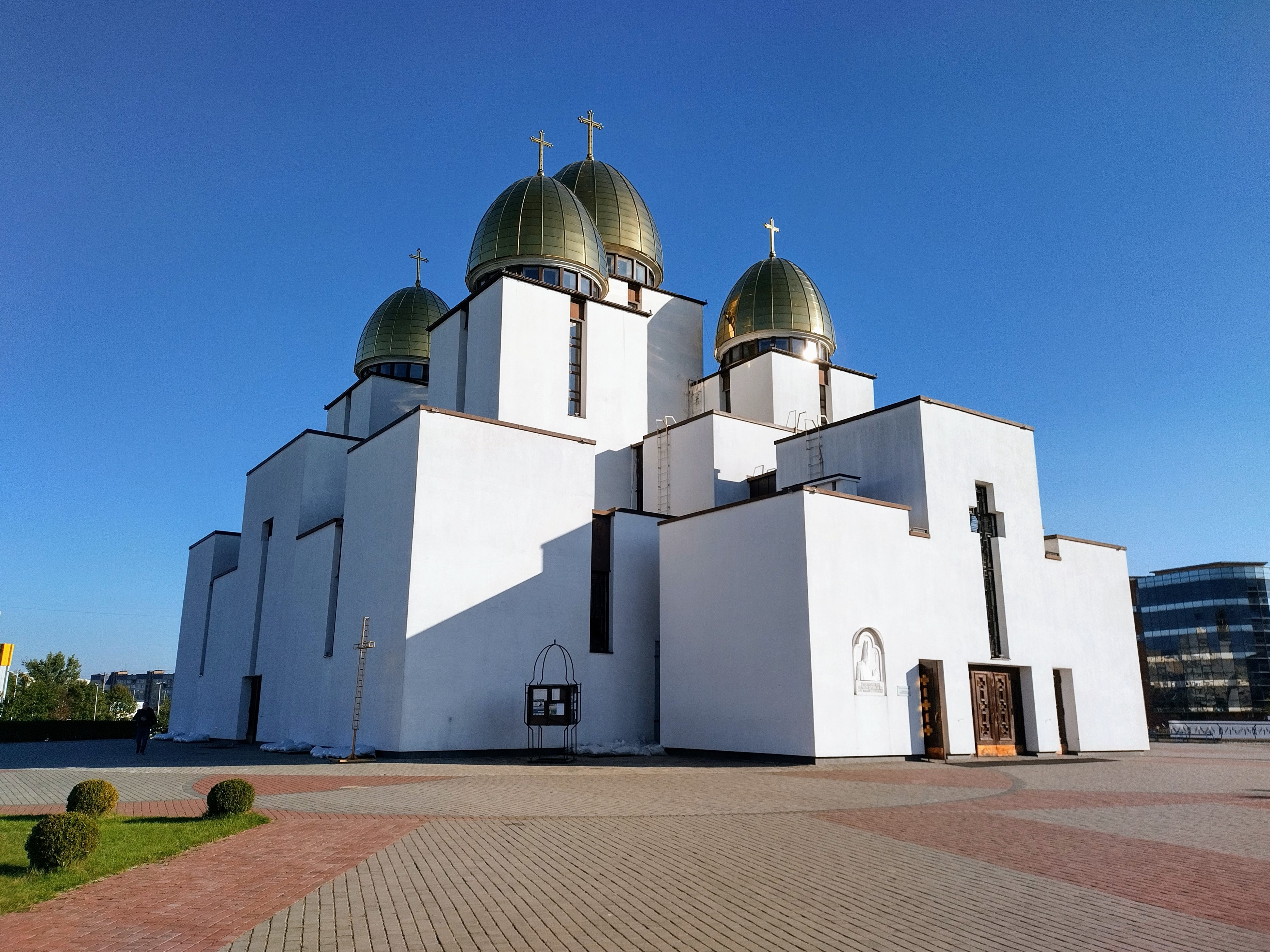
Церква Різдва Пресвятої Богородиці у місті Львів

23 березня 2011 року виборчий Синод єпископів УГКЦ обрав єпископа Святослава Шевчука Верховним архієпископом Києво-Галицьким, Главою Української греко-католицької церкви. 25 березня цей вибір затвердив Папа Римський Бенедикт XVI.
Інтронізація нового Глави УГКЦ відбулася 27 березня 2011 року в Патріаршому соборі Воскресіння Христового у Києві.

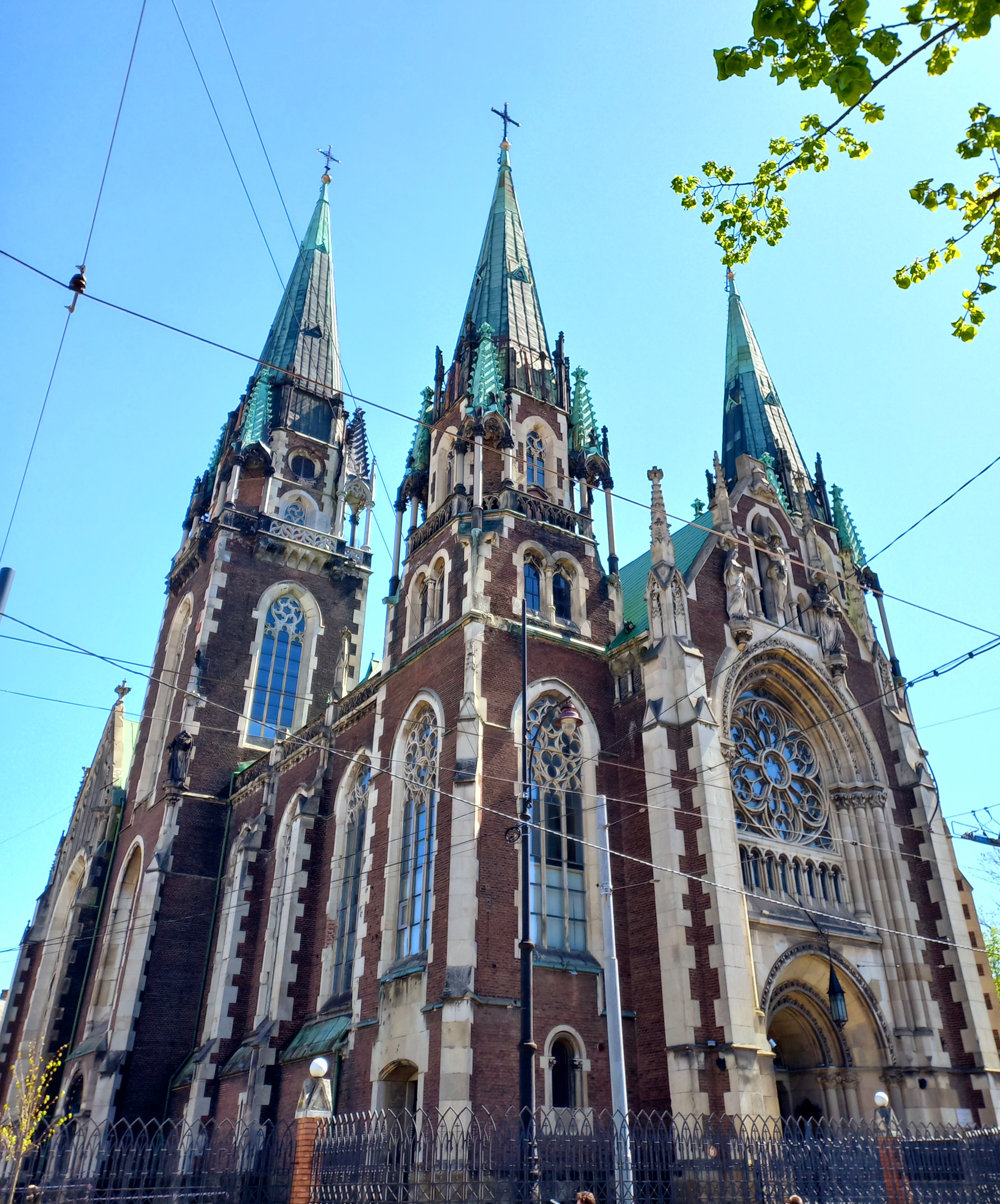
Церква Святих Ольги і Єлизавети у місті Львів

18 серпня 2013 року Патріарший собор Воскресіння Христового було освячено і урочисто відкрито. З того часу цей собор — діючий, а Українська греко-католицька церква відновила історичну справедливість і повністю повернулася до Києва (до цього часу центром УГКЦ був Львів). 
Парафіяни храму Стрітення Господнього, що у центрі Львова, на вул. Винниченка, 30 А, у неділю, 3 березня 2019 року, проголосували за перехід від УГКЦ до ПЦУ, але надалі відмовився від переходу. У храмі почергово проводили богослужіння за східним (греко-католики) та західним (римо-католики) обрядом. Через конфлікт, який виник між парафіями двох конфесій та загрозою передачі храму римо-католикам, парафія вирішила привернути увагу до проблеми таким способом. Після завірення, що храм Стрітення Господнього не передадуть римо-католикам, парафія залишилась у лоні УГКЦ.
З 2015 року УАПЦ (о) почала зближення з УГКЦ. 18 березня 2020 року собор Харківсько-Полтавської єпархії прийняв зречення Ігоря як єпархіального архієрея і припинення своєї діяльності як самостійного релігійного об'єднання та завершив об'єднання з УГКЦ.
20 квітня 2025 року Глава УГКЦ Блаженніший Святослав повідомив, що на тимчасово окупованих територіях України російська окупаційна адміністрація видала спеціальні розпорядження, які унеможливлюють офіційне існування греко-католицької громади. Відповідно, діяльність УГКЦ на тимчасово окупованих територіях України, фактично, заборонена.

### Календарна реформа
У 1916 єпископ станиславівський Григорій Хомишин, після закінчення царської окупації більшої частини Галичини, запровадив Григоріанський календар, проте пізніше, через тиск орієнталістів-москвофілів і Андрея Шептицького, що повернувся з полону, був змушений скасувати реформу.
Верховний архиєпископ Святослав в грудні 2020 року заявив, що греко-католицька церква вирішуватиме питання переходу на новий стиль «разом із нашими православними братами». Він також зауважував, що це питання не належить до догматичних, воно має долати церковні розколи, а не спричиняти нові й за його думкою, перехід до святкування Різдва за новим стилем, тобто 25 грудня, повинен відбуватися з ініціативи мирян. 3 грудня 2022 року предстоятель Святослав зазначив, що УГКЦ має багатолітній досвід переходу на григоріанський календар, оскільки більшість єпархій і парафій за кордоном уже впродовж тривалого часу відзначають свята за новим стилем. В Україні ж, за його словами, наразі вивчають можливості переходу.
24 грудня 2022 року верховний архієпископ Святослав під час авдієнції передав митрополиту Епіфанію для ознайомлення листа з викладом міркувань ієрархів УГКЦ щодо календарної реформи. Предстоятелі вирішили створити спільну робочу групу щодо конкретних пропозицій календарної реформи. Спільну групу ініціюють з нагоди святкування 1700-річчя Першого Вселенського собору, що відбувся у Нікеї у 325 році. На цьому соборі, зокрема, було визначено календарні принципи церковного життя.
1–2 лютого 2023 року у Львові-Брюховичах Архиєрейський синод УГКЦ вирішив, що з 1 вересня 2023 року Українська греко-католицька церква в Україні переходить на новий стиль (григоріанський календар) для нерухомих свят із збереженням юліанської Пасхалії, про що повідомив верховний архиєпископ Святослав 6 лютого 2023 року. Слідом за УГКЦ в Україні рішення про перехід на новий стиль ухвалили УГКЦ в Польщі — 6 лютого, УГКЦ в Австралії й Океанії — 22 березня, УГКЦ в Німеччині та Скандинавії — 22 квітня, УГКЦ в Сполученому Королівстві — 9 червня, й окремо 7 лютого 2023 року — Апостольська адміністратура для католиків візантійського обряду в Казахстані та Центральній Азії.

## Діяльність

### Соціальна комунікація
Присутність церковних структур, духовенства і богопосвячених осіб УГКЦ в Інтернеті в межах України регулюється відповідною інструкцією від 3 серпня 2020 року, затвердженою Постановою № 2 85-ї сесії Синоду єпископів Києво-Галицького Верховного Архиєпископства УГКЦ. У своїй комунікації зі суспільством Українська греко-католицька церква використовує такі офіційні канали як офіційний вебсайт, новинний сайт, медіаресурс УГКЦ, вебсайт документів УГКЦ та Синоду спископів УГКЦ, окрім того соцмережі: Facebook та Instagram, Telegram — новини УГКЦ. Окрім того, на відеохостингу YouTube головним рупором Української греко-католицької церкви є Живе телебачення, яке щонеділі і в свята транслює богослужіння з головної святині УГКЦ — Патріаршого собору Воскресіння Христового в Києві.

## Міжцерковні діалоги
Українська греко-католицька церква прагне встановлення «двостороннього діалогу» з Православною церквою України.
2019 року Предстоятель Української греко-католицької церкви Святослав Шевчук заявив: «Процесу об’єднання немає. Він не відбувається. Сьогодні, коли говоримо про ПЦУ, ідеться про її входження у сопричастя з іншими помісними православними Церквами. І це є її пріоритетом. Між нами є поки що обмін деклараціями про готовність опрацьовувати дорожню карту».
2024 року Святослав Шевчук заявив: «Питання об'єднання Української греко-католицької церкви та Православної церкви України наразі не актуальне», «Щодо, скажімо, об’єднання, потенційного об’єднання, я би не був такий оптимістичний і не виставляв жодних часових рамок».
Щодо відносин УГКЦ з УПЦ Святослав Шевчук заявив: «Коли йдеться про УПЦ (МП), ми маємо дуже спорадичні контакти і діалогу як такого немає. Я ще ніколи не міг мати особистої зустрічі з його блаженством митрополитом Онуфрієм, хоча ми багато разів про це просили і висловлювали своє бажання».

## Нагороди
Плекаючи пам'ять про праведного митрополита Андрея, Синод єпископів УГКЦ, який проходив у Львові-Брюховичах 2–11 вересня 2018 року Божого, вирішив встановити для відзначення певних осіб за особливі заслуги Орден митрополита Андрея Шептицького як найвищу нагороду Отця і Глави УГКЦ. За статутом: «Орденом можуть бути нагороджені фізичні особи, громадські чи церковні інституції, представники Церков і релігійних спільнот, а також світські особи, зокрема громадські діячі, які своєю працею втілюють в життя принципи і засади, якими жив і служив Церкві і народові праведний митрополит Андрей Шептицький».

## Можливе об'єднання з МГКЄ
Після відновлення незалежності України у Львові в Соборі св. Юра 16–31 травня 1992 року відбувся Священний синод єпископів УГКЦ, який вийшов з посланням папі Іванові Павлові II. Ним було запропоновано можливе розв'язання нагальної ситуації з греко-католиками Мукачівської єпархії, де «значна частина священників і переважаюча частина вірних виявляла рішуче бажання належати до Києво-Галицької митрополії, оскільки вони вважали себе одною церквою і одним народом з греко-католиками русинами-українцями всієї України». На той час на адресу Синоду вже поступили 54 писемні звернення від 77 діючих церков і церковних громад Мукачівської єпархії, які «заявляли свою єдність з усіма греко-католиками України, яких вважали своїми братами по вірі, по крові і по мові…» Тоді позитивному вирішенню питання завадило впливове лобі у Ватикані з переважно угорських та словацьких церковних діячів.

## Зауваження
1. ↑  до цього року статистично не виділяли МГКЄ